# Poliana buchholzi
Poliana buchholzi is een vlinder uit de familie van de pijlstaarten (Sphingidae). De wetenschappelijke naam van de soort werd in 1880 gepubliceerd door Plotz.